# Zef Simoni
Imzot Zef Simoni (* 1. Dezember 1928 in Shkodra, Albanien; † 21. Februar 2009) war ein albanischer römisch-katholischer Geistlicher und Weihbischof im Erzbistum Shkodra. Er überlebte die atheistische Verfolgung der Gläubigen in Albanien.

## Leben
Zef Simoni empfing am 9. Februar 1961 die Priesterweihe. Er wurde 1967 wegen seines katholischen Glaubens zu zwölf Jahre Haft verurteilt und durch die kommunistischen Machthaber Albaniens im Straflager Spaç interniert. Er berichtete während eines Internationalen Symposiums im Mai 2000 über das Ausmaß der Christenverfolgung in seinem Lande und von unmenschlichen Foltermethoden sowie Gewaltakten. Dabei verglich er das Straflager mit dem KZ Mauthausen. Er dokumentierte die Zeit der Christenverfolgung von 1944 bis 1990 in seinem 1993 erschienenen Buch Martirizimi i Kishës Katolik Shqiptare (1944-1990), das auch in einer italienischen Übersetzung veröffentlicht wurde.
Am 25. Dezember 1992 ernannte ihn Papst Johannes Paul II. zum Titularbischof von Bararus und bestellte ihn zum Weihbischof im Erzbistum Shkodra. Die Bischofsweihe spendete ihm der Papst selbst am 25. April 1993 anlässlich eines Albanienbesuchs; Mitkonsekratoren waren Kardinalvikar Camillo Ruini und Jozef Kardinal Tomko, Präfekt der Kongregation für die Evangelisierung der Völker. Er gehörte zu den ersten vier albanischen Bischöfen der nachkommunistischen Zeit.
Am 20. Januar 2004 nahm Papst Johannes Paul II. seinen altersbedingten Rücktritt an.

## Schriften
- Martirizimi i Kishës Katolik Shqiptare (1944–1990), Shkodra 1993
  - La persecuzione della Chiesa cattolica in Albania dal 1944 al 1990, Shkodra, Fishta Gjergj, 2000[5]
- Dritat në Errësine, Persekutimi i Kishës në Shqipni, Shkodra 1994
- Portrete Klerikësh Katolikë, Tirana 1998